# Dariivka, Bilozerka
Dariivka (în ucraineană Дар'ївка) este o comună în raionul Bilozerka, regiunea Herson, Ucraina, formată numai din satul de reședință.

## Demografie
Componența lingvistică a comunei Dariivka
     Ucraineană (84,6%)
     Rusă (14,16%)
     Alte limbi (0,26%)
Conform recensământului din 2001, majoritatea populației comunei Dariivka era vorbitoare de ucraineană (84,6%), existând în minoritate și vorbitori de rusă (14,16%).